# چیزی مانند قلب نمی‌شکند
«چیزی مانند قلب نمی‌شکند» تک‌آهنگی از هنرمند اهل بریتانیا مارک رانسون به همراهی مایلی سایرس است.